# Alec Templeton
Alec Andrew Templeton (né le 4 juillet 1909 ou 1910 à Cardiff et mort le 28 mars 1963) est un compositeur, pianiste et satiriste gallois. Il existe une certaine confusion concernant la date de naissance du musicien. La plupart des biographies publiées à son sujet mentionnent 1909, année durant laquelle sa naissance a probablement été enregistrée en septembre. Cependant, sa pierre tombale indique qu'il est né en 1910. 

## Biographie
Aveugle de naissance et doté d'une oreille absolue, il étudie à la Royal Academy of Music de Londres, où ses professeurs de piano sont Lloyd Powell et Isador Goodman.

### Radio
En 1936, il quitte le Pays de Galles pour les États-Unis en tant que membre du Jack Hylton's Jazz Band, où il joue avec plusieurs orchestres et donne ses premières prestations radiophoniques sur The Rudy Vallée Show, The Chase and Sanborn Hour, Kraft Music Hall et The Magic Key of RCA.

#### Enregistrements
Ses premiers enregistrements ont été réalisés pour The Gramophone Shop Inc. à New York en 1936 pour leur label Varieties. Deux séries de 4 enregistrements de 10 pouces (25 cm) ont été publiées, la première série intitulée Musical Impressions sur les numéros 1006-1009 comprenait : Impressions of Old-Fashioned Italian Grand Opera, A Trip Through a Music Conservatory, The Shortest Wagnerian Opera, Impressions of Two German Lieder Singers, The Lost Chord, An Amateur Performance of Gilbert and Sullivan, The Music Goes 'Round and Around et Improvisations on Five Varied Melodies. La deuxième série intitulée His Own Compositions (numéros 1010 à 1013) comprend : Topsy Turvy Suite (Bach Goes to Town, Soldier's Minuet, Undertaker's Toccata), Ghost Rhapsody, Longing, Pines, Voyage a La Lune, Mother's Lullaby et Friendship.
Signant un contrat d'enregistrement avec RCA Victor en 1939, il réalise une série de faces amusantes, dont Man with New Radio et une interprétation pseudo-opératique de And the Angels Sing (écrite par le trompettiste et chef d'orchestre, Ziggy Elman). Un ensemble de trois disques 78 tours intitulé Musical Portraits a été publié par RCA Victor sous le numéro de catalogue P-19. Il est resté dans le catalogue jusqu'à la fin des années 40, et comprenait Mozart Matriculates. Il a également fait six faces pour Columbia en août 1940, dont un instrumental intitulé Redwoods at Bohemian Grove. En 1942, il a enregistré huit faces pour Decca, dont six ont été publiées sous la forme d'un ensemble de trois disques portant le numéro de catalogue A-314.
Les compositions de Templeton présentent parfois des variations ironiques sur des compositeurs classiques, notamment Mendelssohn Mows 'em Down, Scarlatti Stoops to Conga et Bach Goes to Town. Cette dernière reprise par le groupe de Benny Goodman (1938) et The Chamber Music Society of Lower Basin Street (1941). Templeton est un fervent admirateur de l'émission Lower Basin Street, une jam session hebdomadaire de jazz et apparaît souvent en tant que soliste invité.
Templeton a conquis son propre public à la radio dans Alec Templeton Time, émission sponsorisée par Alka-Seltzer diffusée pour la première fois de 1939, initialement en remplacement estival de Fibber McGee and Molly) jusqu'en  1941. Interrompue, elle revient entre 1943 et 1947. Parmi ses invités figuraient Kay Lorraine et Pearl Bailey. Il mémorisait les scripts de ses émissions en se les faisant lire 20 fois. Templeton est devenu si familier de la radio qu'un critique de Variety l'a appelé « l'éternel favori des remplacements estivaux ». Du 3 juin au 26 août 1955, son émission de télévision It's Alec Templeton Time diffusée sur le DuMont Television Network. Templeton est également apparu dans la série ultérieure Jazz Party de la chaîne.

### Dernières années
Pendant les années 1950, il joue avec l'Orchestre symphonique de Cincinnati en interprétant des œuvres de jazz et des œuvres classiques. Deux d'entre eux ont été enregistrés pour le label Remington, l'un d'œuvres de Gershwin et l'autre d'improvisations sur Offenbach et Strauss.
En expérimentant avec le nouveau support d'enregistrement qu'est la bande audio, Alec est parvenu à produire des sons au piano similaires à ceux que Les Paul produisait à la guitare (en enregistrant à la moitié de la vitesse afin de les reproduire deux fois plus vite). Deux albums ont été publiés en utilisant cette technique : Magic Piano sur Atlantic (LP 1222) et Smart Alec pour ABC-Paramount (ABC-100). Il a également réalisé deux albums pour enfants sur le label Riverside : Children's Concert et Mother Goose Songs. Il y eut également deux LP d'enregistrements constitués des sons de la collection de boîtes à musique d'Alec, le premier pour le Ficker Recording Service de Greenwich, Connecticut (Columbia), et le second enregistré pour RCA Victor.

### Décès
Il est mort, à l'âge de 52 ou 53 ans, à Greenwich, dans le Connecticut, des suites d'une maladie non révélée. Alec Templeton est enterré au cimetière Putnam de Greenwich.